# Решетникова Прасковія Микитівна
Парасковія Микитівна Решетнікова (10 жовтня 1932 — 1 квітня 2014) — передовик радянського сільського господарства, доярка радгоспу «Некрасовський» Нижньоомського району Омської області, Герой Соціалістичної Праці (1971).

## Біографія
Народилася в 1932 році в селі Новомалиновка, нині Нижньоомського району Омської області в російській родині.
З початком Другої світової війни працевлаштувалася в місцевий колгосп у підлітковому віці. У 1946 році пішла працювати на ферму дояркою. У 1951 році переїхала в село Баришники Нижньоомського району Омської області. Спочатку працювала дояркою в місцевому відділенні радгоспу Некрасовський, а потім стала освоювати машинне доїння. 
Багато років була передовиком виробництва, тримаючи лідерство серед доярок радгоспу. У 1970 році зуміла отримати високі показники, від кожної корови в середньому 3900 літрів молока. 
Указом Президії Верховної Ради СРСР від 8 квітня 1971 року за отримання високих показників у сільському господарстві і рекордні надої молока Прасковії Микитівні Решетніковій присвоєно звання Героя Соціалістичної Праці з врученням ордена Леніна і медалі «Серп і Молот». 
Обиралася депутатом Омської обласної ради депутатів, делегатів XV з'їзду профспілок СРСР. У 1989 році вийшла на заслужений відпочинок. 
Проживала в Нижньоомському районі Омської області. Померла 1 квітня 2014 року.

## Нагороди
- золота зірка «Серп і Молот» (08.04.1971)
- орден Леніна (08.04.1971)
- інші медалі.